# Civilització olmeca
|  | «olmeca» redirigeix aquí. Vegeu-ne altres significats a «olmeca (bambú)». |

La civilització olmeca s'originà fa 3500 anys, al sud-est de l'actual Mèxic, on va prosperar durant prop d'un mil·lenni, entre els anys 1200 i el 400 aC. El seu territori a Mesoamèrica no ocupava una gran extensió. Els olmeques conreaven camps, sobretot de blat de moro, al llarg de les terres baixes costaneres del golf de Mèxic. Solien aprofitar les crescudes anuals del rius, que inundaven i fertilitzaven el sòl, per aconseguir collites abundants. La disponibilitat d'aliment va permetre un gran desenvolupament dels principals assentaments de la cultura olmeca com eren San Lorenzo, Tres Zapotes i La Venta. L'inici de la cultura olmeca va ser a San Lorenzo, situada a la conca del riu Coatzacoalcos dins l'actual estat mexicà de Veracruz.

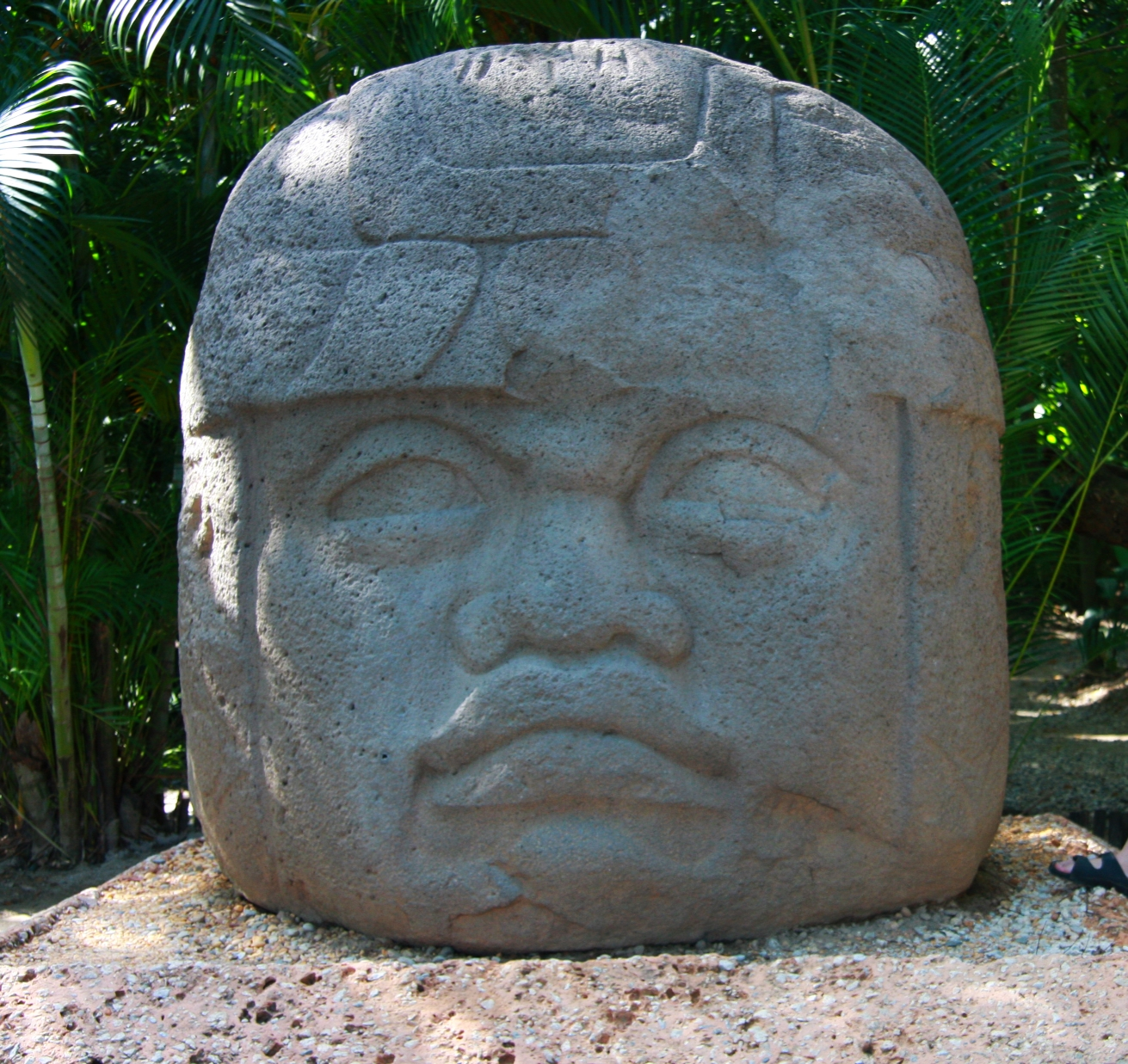
Cap olmeca, La Venta

Una de les fites de les civilitzacions mesoamericanes va ser el calendari. Els olmeques ja utilitzaven un calendari de 260 dies, el Tonalpohualli, i també feien servir el mateix sistema que després utilitzarien els maies, amb el que contaven mitjançant baktuns, katuns, tuns, uinals i kins.
Pel que fa a l'urbanisme, a partir d'aquesta època es construeixen per primer cop a Mesoamèrica autèntics centres cerimonials, que son, en realitat, el nucli central, més destacat i visible de les ciutats olmeques. La majoria de la població restava dispersa, en habitatges modestos, al voltant d'aquests grans monuments religiosos. Això implicava, per una banda, especialització artesanal (ceramistes, constructors de làpides, teixidors, etc.) i per l'altra, divisió de clases socials, bàsicament dues: la classe dominant dels mandataris i els sacerdots i la classe inferior integrada per camperols i artesans.
La majoria de testimonis arqueològics que caracteritzen la cultura olmeca -sobretot escultures i restes arquitectòniques- daten d'aquesta etapa (a l'entorn de l'any 1000 aC). En aquestes zones s'han trobat també elements de terrisseria, figures i fragments de ceràmica d'una època anterior, corresponent al període de creixement (1500 - 1150 aC) així com diversos objectes fets de basalt i també d'obsidiana, dos materials molt durs d'origen volcànic.
Els olmeques van ser els primers a desenvolupar per al seu llenguatge una escriptura jeroglífica; tenim com a exemple més recent una mostra que data del 360 aC. Aquest poble va ser, potser, el que va originar el joc de la pilota, tan prevalent entre les cultures de Mesoamèrica. El van fer servir amb propòsits recreatius i religiosos; van jugar-hi, en qualsevol cas, en una època anterior a la documentada en altres cultures de la regió.
L'evidència arqueològica suggereix que els olmeques eren persones espirituals que veien el poders dels déus a través de les forces de la natura, com ara les fonts d'aigua dolça. Les seves intrigants pintures rupestres d'éssers sobrenaturals encara es conserven avui dia, com també escultures de totes les mides, des de petites estatuetes fins a enormes altars i caps. La primera piràmide mesoamericana va ser construïda a La Venta. Tot i que el domini de la cultura olmeca va minvar al voltant de l'any 400 aC, la seva imatgeria contundent i els seus costums van influenciar profundament tant els maies com els asteques.

## Etimologia
El nom 'Olmec' prové de la paraula per als olmeques en nàhuatl: Ōlmēcatl oːlˈmeːkat͡ɬ (singular) o Ōlmēcah oːlʔ (plural). Aquesta paraula es compon de les dues paraules ōlli ˈoːlːi, que significa "goma natural", i mēcatl ˈmeːkat͡ɬ, que significa "gent", de manera que la paraula significa "gent de goma". El nàhuatl és la llengua dels nahues, i el terme va ser utilitzat per la civilització asteca per a la gent que vivia a les terres baixes del Golf als segles xv i xvi, uns 2000 anys després de la desaparició de la cultura olmeca. El terme "gent del cautxú" es refereix a la pràctica antiga, que abasta des dels antics olmeques fins als asteques, d'extreure làtex de Castilla elastica, un arbre del cautxú de la zona. El suc d'una vinya local, Ipomoea alba, es barrejava amb aquest làtex per crear cautxú ja l'any 1600 aC. Els olmeques utilitzaven el cautxú per fabricar objectes, com, per exemple les boles de goma que es feien servir per al joc de la pilota.
Els primers exploradors i arqueòlegs moderns, però, van aplicar erròniament el nom "Olmec" a les ruïnes i l'art redescobert en l'època dels asteques, dècades abans que fos entès que no havien estat creats per la gent que els asteques coneixien com a "Olmec", sinó per una cultura 2000 anys més antiga. Malgrat la identitat equivocada, el nom s'ha mantingut.
No se sap quin nom feien servir els antics olmeques per referir-se a ells mateixos; alguns relats mesoamericans posteriors semblen referir-se a l'antic olmeca com a "Tamoanchan". Un terme contemporani utilitzat de vegades per a la cultura olmeca és "tenocelome", que significa "boca del jaguar".

## Visió general
L'àrea central dels olmeques és l'àrea de les terres baixes del Golf de Mèxic on es va expandir després del desenvolupament inicial a Soconusco, Veracruz. Aquesta zona es caracteritza per terres baixes pantanosas marcades per turons baixos, carenes i volcans. La Sierra de los Tuxtlas s'eleva bruscament al nord, al llarg del Golf de Campeche. Aquí, els olmeques van construir complexos permanents de ciutats i temples a San Lorenzo, La Venta, Tres Zapotes i Laguna de los Cerros. En aquesta regió, la primera civilització mesoamericana va sorgir i va regnar des de c. 1400.0–400.0 aC.

### Orígens
Els inicis de la civilització olmeca s'han situat tradicionalment entre el 1400 aC i el 1200 aC. Les troballes anteriors de restes olmeques dipositades ritualment al santuari El Manatí a prop del triple jaciment arqueològic conegut col·lectivament com a San Lorenzo Tenochtitlán van traslladar-ho "almenys" al segle XVI aC. Sembla que els olmeques tenien les seves arrels a les primeres cultures agrícoles de Tabasco, que va començar entre el 5100 aC i el 4600 aC. Aquests compartien els mateixos cultius alimentaris bàsics i tecnologies de la civilització olmeca posterior.
El que avui s'anomena olmeca va aparèixer per primera vegada a San Lorenzo Tenochtitlán, on es van produir característiques olmeques distintives al voltant del 1400 aC. L'ascens de la civilització va ser ajudat per l'ecologia local del sòl al·luvial ben regat, així com per la xarxa de transport proporcionada per la conca del riu Coatzacoalcos. Aquest entorn es pot comparar amb el d'altres antics centres de civilització: les valls del Nil, el Riu Indus, el Riu Groc i Mesopotàmia. Aquest entorn altament productiu va encoratjar una població densament concentrada, que al seu torn va provocar l'ascens d'una classe d'elit. L'elit va crear la demanda per a la producció dels simbòlics i sofisticats artefactes de luxe que defineixen la cultura olmeca. Molts d'aquests artefactes de luxe es van fer amb materials com ara jade, obsidiana i magnetita, que provenien de llocs llunyans i suggereixen que les primeres elits olmeques tenien accés a una extensa xarxa comercial a Mesoamèrica. La font del jade més valorat va ser la vall del riu Motagua a l'est de Guatemala, i l'obsidiana olmeca s'ha localitzat en fonts a les terres altes de Guatemala, com El Chayal i San Martín Jilotepeque, o a Puebla, a distàncies que oscil·len entre els 200 i el s400 km respectivament.
L'estat de Guerrero, i en particular la seva cultura del Mezcala primerenca, sembla haver tingut un paper important en la història primerenca de la cultura olmeca. Els artefactes d'estil olmeca solen aparèixer abans en algunes parts de Guerrero que a la zona de Veracruz-Tabasco. En particular, els objectes rellevants del jaciment d'Amuco-Abelino a Guerrero revelen dates tan primerenques com 1530 aC. La ciutat de Teopantecuanitlan a Guerrero també és rellevant amb relació a això.

### La Venta

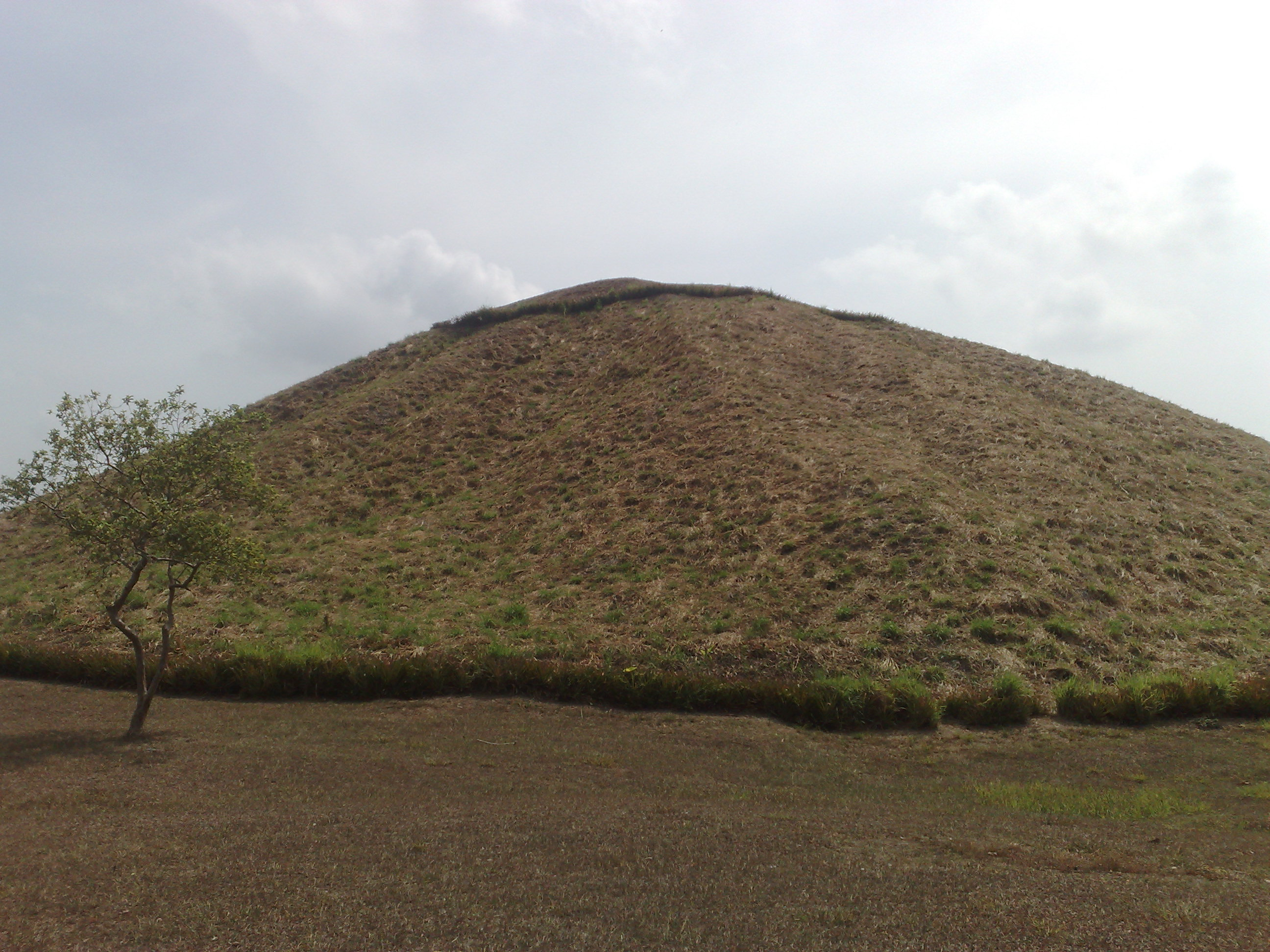
Gran piràmide a La Venta, Tabasco.

El primer centre olmeca, San Lorenzo, va ser pràcticament abandonat al voltant del 900 aC aproximadament al mateix temps que La Venta va agafar protagonisme. També es va produir una destrucció total de molts monuments de San Lorenzo c. 950 aC, que pot indicar un aixecament intern o, menys probablement, una invasió. L'últim pensament, però, és que els canvis ambientals poden haver estat els responsables d'aquest canvi en els centres olmeques, amb certs rius importants canviant de rumb.
En qualsevol cas, arran de la decadència de San Lorenzo, La Venta es va convertir en el centre olmeca més destacat, des del 900 aC fins al seu abandonament cap al 400 aC. La Venta va mantenir les tradicions culturals olmeques amb mostres espectaculars de poder i riquesa. La Gran Piràmide va ser l'estructura mesoamericana més gran de la seva època. Encara avui, després de 2500 anys d'erosió, s'eleva 34 m per sobre del paisatge naturalment pla. Enterrats a les profunditats de La Venta hi havia "ofrenes" opulentes i intensives en mà d'obra – 1.000 tones de blocs llisos de serpentina, grans paviments de mosaic i almenys 48 ofrenes separades de jade polit, ceràmica, figuretes i miralls d'hematites.

### Declivi
Els estudiosos encara han de determinar la causa de l'eventual extinció de la cultura olmeca. Entre el 400 i 350 aC, la població a la meitat oriental del cor dels olmeques va caure precipitadament, i la zona va estar poc habitada fins al segle xix. Segons els arqueòlegs, aquest despoblament probablement va ser el resultat de «canvis ambientals molt greus que van fer que la regió no fos apta per a grups grans d'agricultors», en particular canvis en l'entorn fluvial del qual depenien els olmeques per a l'agricultura, la caça i la recol·lecció i el transport. Aquests canvis poden haver estat provocats per trastorns o subsidències tectòniques, o per l'envasament dels rius a causa de pràctiques agrícoles.
Santley i els seus col·legues (Santley et al. 1997) suggereixen una teoria per a la considerable caiguda de la població durant el període Formatiu Terminal, que proposen la reubicació dels assentaments a causa del vulcanisme, en lloc de l'extinció. Les erupcions volcàniques durant els períodes de formació inicial, tardà i terminal haurien cobert les terres i obligat els olmeques a traslladar els seus assentaments.
Fos quina fos la causa, als pocs centenars d'anys de l'abandonament de les últimes ciutats olmeques, les cultures successores es van consolidar fermament. El jaciment de Tres Zapotes, a l'extrem occidental del cor dels olmeques, va continuar ocupant molt més enllà del 400 aC, però sense els distintius de la cultura olmeca. Aquesta cultura post-olmeca, sovint anomenada epi-olmeca, té característiques similars a les que es troben a Izapa, a uns 550 km al sud-est.

## Artefactes

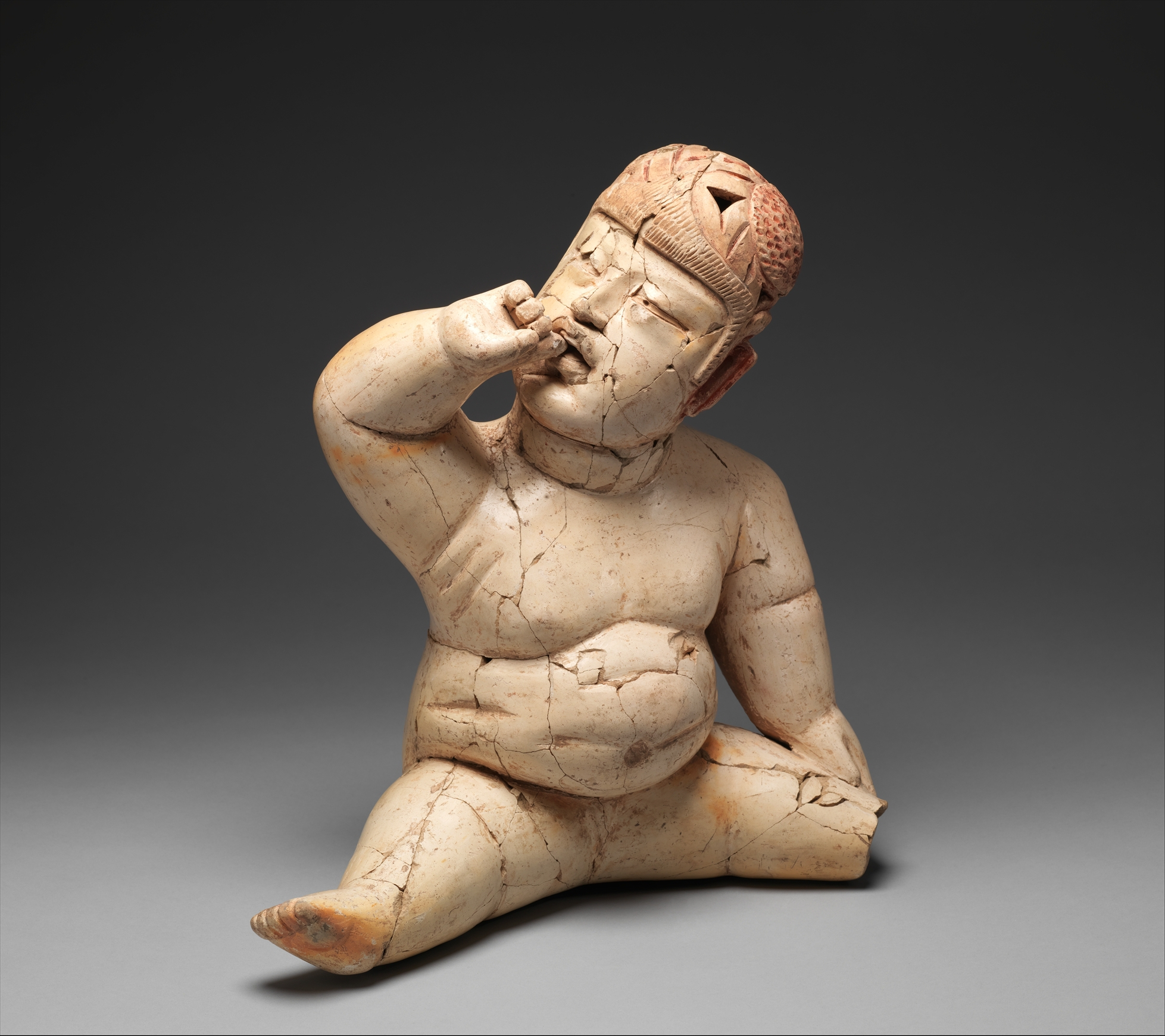
Figureta asseguda; segle XII-IX aC; ceràmica pintada; alçada: 34 cm, amplada: 31,8 cm, profunditat: 14,6 cm; Metropolitan Museum of Art (Nova York).

La cultura olmeca es va definir per primera vegada com un estil d'art, i aquest continua sent el segell distintiu de la cultura. Forjat en un gran nombre de mitjans (jade, argila, basalt i pedra verda entre d'altres), gran part de l'art olmeca és naturalista. Altres arts expressen criatures antropomòrfiques fantàstiques, sovint molt estilitzades, utilitzant una iconografia que reflecteix un significat religiós. Els motius comuns inclouen boques cap avall i un cap esquerdat, totes dues es veuen en representacions d'homes-jaguar. A més de fer subjectes humans i semblants als humans, els artesans olmeques eren experts en la representació d'animals.
Mentre que les figuretes olmeques es troben abundantment en llocs al llarg de la Període formatiu, els monuments de pedra com els caps colossals són la característica més reconeixible de la cultura olmeca. Aquests monuments es poden dividir en quatre classes:
- Caps colossals (que poden arribar a ser de fins a 3 m d'alçada);
- Altars rectangulars (més probablement trons)[35] com l'Altar 5 de La Venta;
- Escultura independent de rodó, com els bessons d'El Azuzul o el Monument 1 de San Martín Pajapan;
- Estela, com ara el Monument 19 de La Venta. La forma de les esteles es va introduir generalment més tard que els caps colossals, els altars o les escultures soltes. Amb el temps, l'estela va canviar de simple representació de figures, com el Monument 19 o l'estela 1 de La Venta, cap a representacions d'esdeveniments històrics, en particular actes que legitimen els governants. Aquesta tendència culminaria amb monuments post-olmeques com l'estela 1 de La Mojarra, que combina imatges de governants amb escriptura i dates del calendari.[36]

- Els "bessons" d'El Azuzul, 1200–900 aC.
- Home-Jaguar nadó del Museu d'Antropologia de Xalapa, Veracruz
- Altar 5 de La Venta.
- Cap 1 de Xalapa, Veracruz.
- Estela 19 de La Venta.

## Innovacions notables
A més de la seva influència a les cultures mesoamericanes contemporànies a ells, com a primera civilització a Mesoamèrica, als olmeques se'ls atribueix, o se'ls atribueix especulativament, ser els primers en diversos camps, inclosa la sagnia i potser sacrificis humans, escriptura i epigrafia, i la invenció de les crispetes, el zero, el calendari mesoamericà, i el joc de pilota mesoamericà, així com potser la brúixola.

### Especulació de sagnia i sacrificis

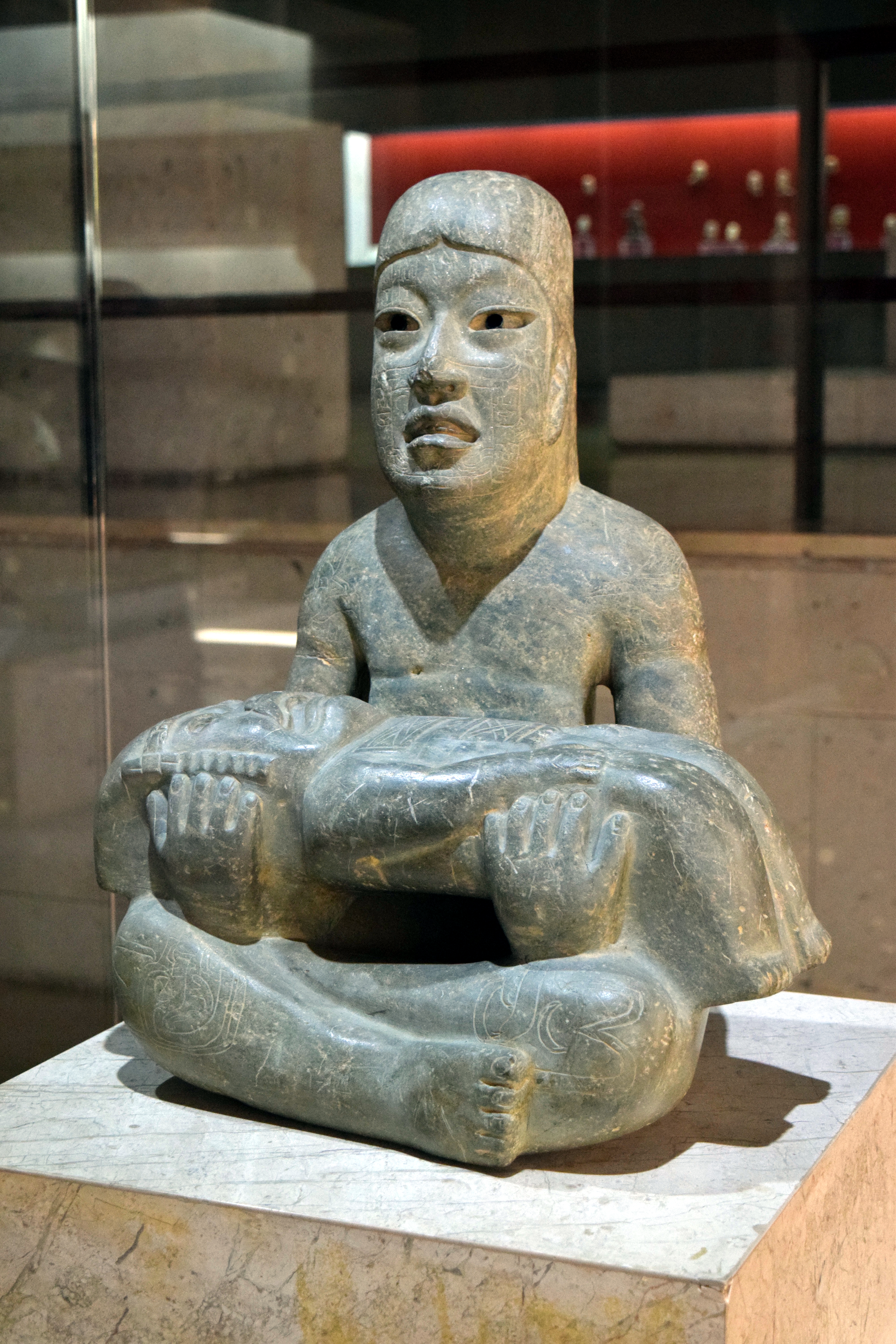
Señor de las limas, Museu d'antropologia de Xalapa, Veracruz.

Encara que el registre arqueològic no inclou una representació explícita de sagnia olmeca, els investigadors han trobat altres proves que els olmeques el practicaven ritualment. Per exemple, s'han trobat nombroses espigues naturals i ceràmiques de myliobatoidei i atzavara als llocs olmecs, i certs artefactes s'han identificat com a lletres de sang.
L'argument que els olmeques van instituir el sacrifici humà és significativament més especulatiu. Encara no s'ha descobert cap artefacte de sacrifici d'influència olmeca; cap obra d'art olmeca o d'influència olmeca mostra sense ambigüitats víctimes de sacrifici (com ho fan les figures danzantes del Monte Albán) o escenes de sacrifici humà (com es pot veure a el famós mural de la pista de pilota d'El Tajín).
Al Manatí, entre les altres ofrenes s'han descobert cranis i fèmurs desarticulats, així com esquelets complets de nounats o fetus, fet que ha provocat especulacions sobre el sacrifici infantil. Els estudiosos no han determinat com van morir els infants. Alguns autors han associat el sacrifici infantil amb l'art ritual olmeca que mostra nadons homes jaguar coixos, el més famós a l'Altar 5 de La Venta o el Senyor de Las Limas (a la dreta). Qualsevol resposta definitiva requereix més troballes.

### Escriptura
L'olmeca podria haver estat la primera civilització de l'hemisferi occidental a desenvolupar un sistema d'escriptura. Els símbols trobats el 2002 i el 2006 daten del 650 aC i 900 ac respectivament, anterior a l'escriptura zapoteca més antiga trobada fins ara, que data aproximadament del 500 aC.
La troballa de 2002 al lloc de San Andrés mostra un ocell, rotlles de parla i glifos que són semblants als glifs maies posteriors. Conegut com el Bloc de Cascajal, i datat entre el 1100 aC i el 900 aC, la troballa de 2006 d'un jaciment prop de San Lorenzo mostra un conjunt de 62 símbols, 28 dels quals són únics, tallats en un bloc serpentí. Un gran nombre d'arqueòlegs destacats han aclamat aquesta troballa com la "primera escriptura precolombiana". Altres són escèptics a causa de la singularitat de la pedra, el fet que se n'hagués eliminat qualsevol context arqueològic, i perquè no té cap semblança aparent amb cap altre sistema d'escriptura mesoamericà.
També hi ha jeroglífics posteriors ben documentats coneguts com a escriptura ístmica, i encara que hi ha alguns que creuen que l'ístmic pot representar una escriptura de transició entre un sistema d'escriptura olmeca anterior i l'escriptura maia, la qüestió continua sense resoldre's.

### Calendari Mesoamericà de compte llarg i invenció del concepte del zero

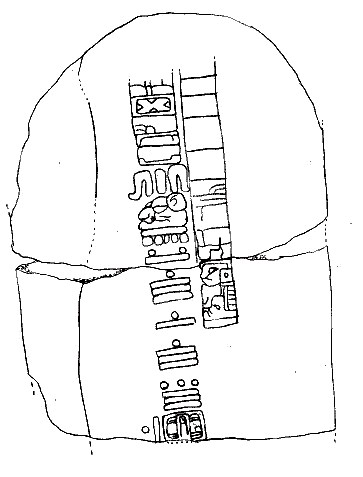
L'Estela C de Tres Zapotes és el segon calendari més antic de compte més llarg descobert fins ara. Els números 7.16.6.16.18 es tradueixen al 3 de setembre del 32 aEC (Julià). Els glifs que envolten la data són un dels pocs exemples supervivents de l'escriptura epi-olmeca.

El calendari mesoamericà de compte llarg utilitzat per moltes civilitzacions mesoamericanes posteriors, així com el concepte del zero, podrien haver estat ideats pels olmeques. Com que els sis artefactes amb les primeres dates del calendari de compte llarg van ser descoberts fora de la pàtria immediata dels maies, és probable que aquest calendari fos anterior als maies i possiblement fos la invenció dels olmeques. De fet, tres d'aquests sis artefactes es van trobar al cor dels olmeques. Però un argument en contra de l'origen olmeca és el fet que la civilització olmeca havia acabat al segle IV aC, uns quants segles abans del primer artefacte de datació de compte llarg conegut.
El calendari de compte llarg requeria l'ús de zero com a marcador de posició dins del seu sistema de numeració posicional vigesimal (base 20). Es va utilitzar un glif d'intèrpret () com a símbol zero per a aquestes dates de recompte llarg, la segona més antiga de les quals, a l'Estela C a Tres Zapotes, té una data del 32 aC. Aquest és un dels primers usos del concepte zero a la història.

### Joc de pilota mesoamericà
Els olmeques són candidats forts a originar el joc de pilota mesoamericà tan prevalent entre les cultures posteriors de la regió i utilitzat amb finalitats recreatives i religioses. S'han trobat una dotzena de pilotes de goma que daten del 1600 aC o anteriors a El Manatí, una torbera 10 km a l'est de San Lorenzo Tenochtitlan. Aquestes pilotes són anteriors a la pista de pilota més antiga descoberta fins ara al Paso de la Amada, c. 1400 aC, encara que no hi ha certesa que s'utilitzin en el joc de pilota.

## Recerca arqueològica

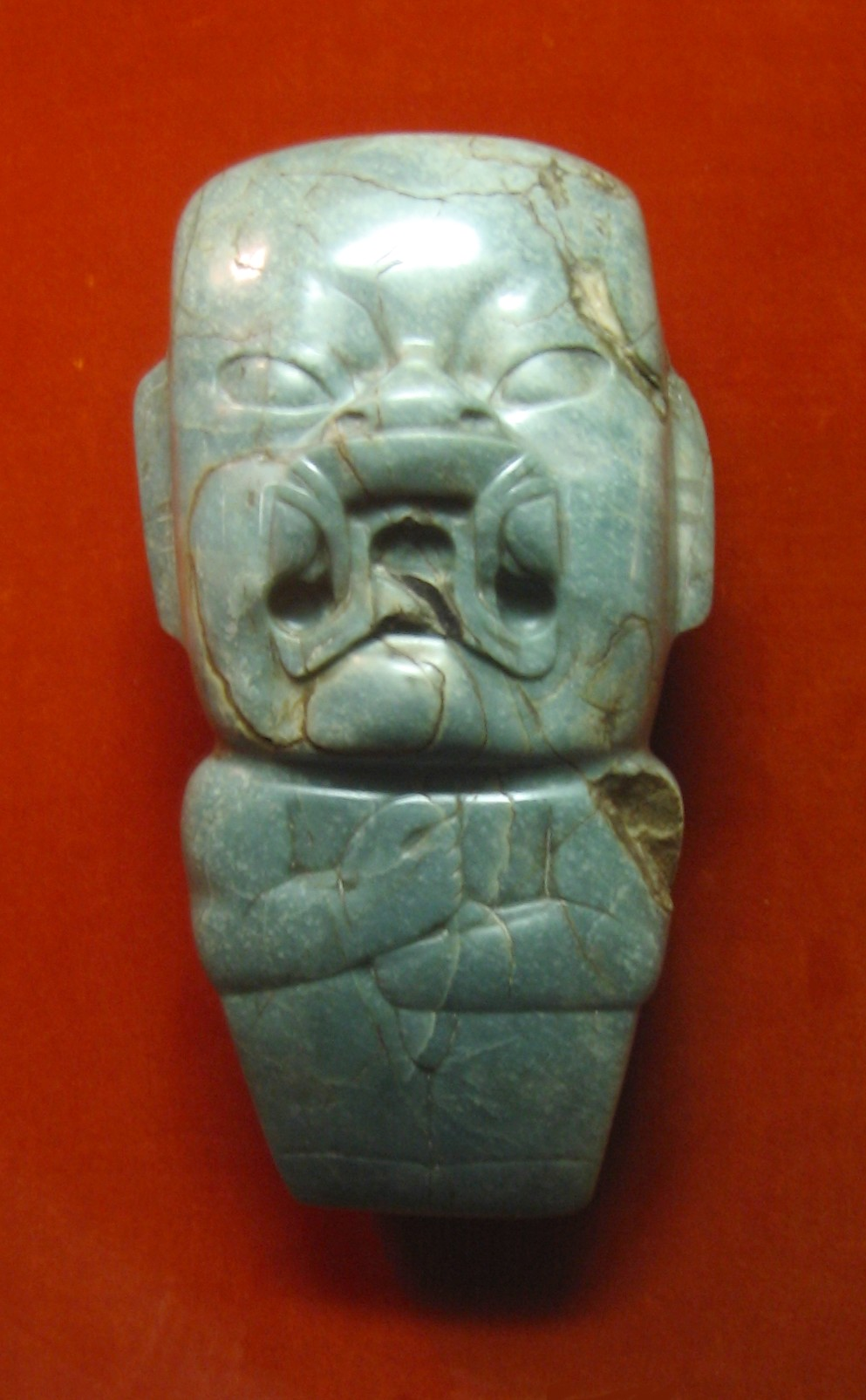
Destral kunz; 1000-400 aC de jadeïta; Museu Americà d'Història Natural (Nova York, EUA); encara que té la forma d'un cap de destral, amb una vora a la part inferior, és poc probable que aquest artefacte s'utilitzi excepte en entorns rituals. Amb una alçada de 28 centímetres, és un dels objectes de jade més grans que s'han trobat mai a Mesoamèrica.

La cultura olmeca era desconeguda pels historiadors fins a mitjans del segle xix. L'any 1869, el viatger antiquari mexicà José Melgar Serrano va publicar una descripció del primer monument olmeca que es va trobar in situ. Aquest monument –el cap colossal que ara s'anomena Monument A de Tres Zapotes– havia estat descobert a finals de la dècada de 1850 per un treballador agrícola que netejava terrenys boscosos en una hisenda a Veracruz. En sentir parlar de la curiosa troballa mentre viatjava per la regió, Melgar Serrano va visitar el jaciment per primera vegada l'any 1862 per veure'l i completar l'excavació de l'escultura parcialment exposada. La seva descripció de l'objecte, publicada uns quants anys més tard després de noves visites al jaciment, representa el primer informe documentat d'un artefacte del que ara es coneix com a cultura olmeca.
A la segona meitat del segle xix, van sortir a la llum artefactes olmeques com la destral kunz (dreta) i posteriorment van ser reconeguts com a pertanyents a una mateixa tradició artística.
Frans Blom i Oliver La Farge van fer les primeres descripcions detallades de La Venta i el Monument 1 de San Martín Pajapan durant la seva expedició de 1925. No obstant això, en aquell moment, la majoria dels arqueòlegs suposaven que els olmeques eren contemporanis dels maies– fins i tot Blom i La Farge estaven, segons les seves pròpies paraules, «inclinats a adscriure'ls a la cultura maia».
Matthew Stirling de la Smithsonian Institution va dur a terme les primeres excavacions científiques detallades de jaciments olmeques als anys 30 i 40. Stirling, juntament amb l'historiador de l'art Miguel Covarrubias, es va convèncer que els olmeques van ser anteriors a la majoria de les altres civilitzacions mesoamericanes conegudes.
En contrapunt a Stirling, Covarrubias, i Alfonso Caso, però, els maianistes J. Eric Thompson i Sylvanus Morley van discutir les dates de l'època clàssica per als artefactes olmeques. La qüestió de la cronologia olmeca va arribar al punt culminant en una conferència de Tuxtla Gutierrez de 1942, on Alfonso Caso va declarar que els olmeques eren la «cultura mare» ("cultura madre") de Mesoamèrica.
Poc després de la conferència, la datació amb radiocarboni va demostrar l'antiguitat de la civilització olmeca, encara que la qüestió de la «cultura mare» va generar un debat considerable fins i tot 60 anys després.

## ADN
En les investigacions del Projecte Arqueològic San Lorenzo Tenochtitlán als jaciments de San Lorenzo i Loma del Zapote, es van trobar diversos enterraments humans del període olmeca. La consistència òssia en dos d'ells va permetre dur a terme amb èxit l'estudi del seu ADN mitocondrial, en el marc d'una investigació que proposa l'anàlisi comparativa de la informació genètica dels olmeques amb la obtinguda de subjectes d'altres societats mesoamericanes sota l'assessorament dels especialistes Dr. María de Lourdes Muñoz Moreno i Miguel Moreno Galeana, tots dos al CINVESTAV de Mèxic.
Aquest estudi pioner de l'ADN mitocondrial el 2018 es va dur a terme en dos individus olmeques, un de San Lorenzo i l'altre de Loma del Zapote, donant lloc en ambdós casos a la presència inequívoca de les mutacions distintives del llinatge matern de l'haplogrup A. Comparteixen el més abundant dels cinc haplogrups mitocondrials característics de les poblacions indígenes d'Amèrica: A, B, C, D i X.